# هاندبريك
هاندبريك (بالإنجليزية: HandBrake)‏ هو برنامج ترميز حر ومفتوح المصدر لملفات الفيديو الرقمية. تم تطويره في الأصل عام 2003 بواسطة اريك بيتيت لتسهيل نسخ أقراص دي في دي إلى جهاز تخزين البيانات. تحتوي الواجهة الخلفية للبرنامج على القليل من التعليمات البرمجية الأصلية؛ البرنامج عبارة عن تكامل للعديد من مكتبات الصوت والفيديو التابعة لجهات خارجية، وكلاهما من برامج الترميز (مثل إف إف إم بي إي جي وأكس264 و أكس265) ومكونات أخرى مثل أجهزة إزالة تداخل الفيديو. يتم جمعها بطريقة تجعل استخدامها أكثر فعالية ويمكن الوصول إليها.